# Rhaebus solskyi
Rhaebus solskyi là một loài bọ cánh cứng trong họ Bruchidae. Loài này được Kraatz miêu tả khoa học năm 1879.